# 叠氮西林
叠氮西林（英语：Azidocillin），也叫阿度西林，是一种有机化合物，属于β-内酰胺类抗生素，更准确地说是苄青霉素（β-内酰胺酶敏感青霉素）。它于1966年由 Beechem（现为葛兰素史克）首次获得专利。
其作用谱范围狭窄，仅包括革兰氏阳性的有氧和厌氧细菌。除其他外，钠盐可用于治疗链球菌和肺炎球菌造成的感染。

## 特征
叠氮西林具有酸稳定性，因此它不仅可以注射给药，还可以口服给药的原因。该物质的生物利用度约为70%，不受食物影响。半衰期与苯氧甲基青霉素相似，估计为30至60分钟。